# Museo de Arte de la Secretaría de Hacienda y Crédito Público
El Museo de Arte de la Secretaría de Hacienda y Crédito Público se encuentra localizado en el Centro Histórico de la Ciudad de México, México. El museo se enfoca a la difusión de arte moderno y contemporáneo.
El Antiguo Palacio del Arzobispado fue erigido sobre el templo de Tezcatlipoca, una de las más importantes construcciones de la antigua Tenochtitlan. La construcción de esta sede arzobispal inició durante los primeros años de la etapa colonial cuando fray Juan de Zumarraga realizó la compra de algunas propiedades en el centro de la recién trazada capital, para construir en ella la edificación que abría de albergar la residencia del arzobispo de México así como algunas oficinas y una prisión.
Tras las ampliaciones y cambios que tuvo a largo del periodo virreinal, el edificio fue expropiado a mediados del siglo XIX como parte de las leyes de desamortización de los bienes del clero y pasó a formar parte del patrimonio de la Secretaría de Hacienda, misma que estableció en ella sus oficinas conservando la parte central de la edificación y vendiendo el resto a particulares, con lo cual se redujo la superficie del edificio a tan sólo una parte de la dimensión que llegó a alcanzar durante su periodo de mayor esplendor.
Luego de verse seriamente afectado por los sismos de 1985, el edificio fue sometido a un profundo proceso de restauración en el cual fue posible encontrar parte de antigua plataforma del Templo de Tezcatlipoca así como numerosos objetos pertenecientes a la cultura mexica. Al finalizar dicho proceso, el antiguo palacio arzobispal fue destinado a albergar parte de las colección de arte de la Secretaría de Hacienda, una de las más grandes del país.
En la actualidad en este edificio se realizan un importante número de exposiciones temporales, eventos culturales y presentaciones editoriales en el marco de su majestuosa arquitectura.

## La Colección
La colección está basada en el programa Pago en Especie de la Secretaría de Hacienda y Crédito Público (SHCP) que permite que los artistas paguen sus impuestos con sus propias obras.
Hasta la recaudación del 2009, la colección de Pago en Especie cuenta con 4 mil 924 piezas, y el acervo del museo cuenta con 4 mil 630 bienes.
La colección cuenta con los artistas más representativos del arte en México, ya sea que tengan la nacionalidad mexicana o no, como:
- Leonora Carrington
- Francisco Toledo
- Vicente Rojo
- Juan Soriano
- Alberto Gironella
- Raúl Anguiano
- José Luis Cuevas
- Manuel Felguérez
- Rafael Coronel
- Federico Silva
- Gilberto Aceves Navarro
- Feliciano Béjar
- Pedro Friedeberg
- Marta Palau
- Susana Sierra
- Luis Nishizawa

## Actualidad
Está abierto a todo el público y es totalmente gratuito.